# Rogaland megye

Rogaland elhelyezkedése Norvégiában.

Rogaland megye Dél-Norvégia nyugati Vestlandet régiójában, a norvég olajipar központja. Hordaland, Telemark, Aust-Agder és Vest-Agder megyékkel határos. 
Területe 9378 km², népessége 499 417 fő (2024. jan. 1.). Közigazgatási központja az olajváros, Stavanger.
Ipari központ, ahol olyan könnyű munkát kapni, hogy egész Norvégiában itt a legalacsonyabb a munkanélküliség: 2007 eleji adatok szerint a rogalandi munkanélküliségi ráta 1,1 százalék körüli.

## Neve
Rogaland a terület óészaki nyelvű elnevezése, amelyet a 20. században újra elkezdtek használni. (1919-ig a megye neve Stavanger amt volt. Összetett szó, előtagja, a roga- a rygir (a rugiai nevű ógermán törzs helyi neve) többes számú genitivus alakja, az utótag a „föld”
jelentésű land. 

## Címere
Címere nem régi, 1974-es eredetű. Sola ősi kőkeresztjét mutatja, amelyet 1028-ban Erling Skjalgsson emlékére emeltek.

## Földrajz
Jellemzően vízparti régió sok fjorddal, tengerpartokkal, szigetekkel. Legfontosabb szigete Karmøy. Legfontosabb öble a megyébe mélyen benyúló Bokna-fjord.
Rogalandban van Norvégia harmadik legnépesebb városi övezete. Stavanger, kiegészítve Sandnes, Randaberg és Sola kapcsolódó lakóövezeteivel, népesebb, mint Trondheim. Más jelentős városai: Haugesund, Egersund, Sauda, Bryne, Kopervik és Skudenshavn.
Karmøy jelentős réztelepekkel rendelkezik (az innen származó rezet is felhasználták a New York-i Szabadság-szobor készítéséhez). 
Rogaland a jól jövedelmező norvég olaj- és földgázkitermelés központja, egyben Norvégia egyik legfontosabb mezőgazdasági vidéke.

## Történelem
Rogalandban az őskorból származó emberi leleteket is találtak, például a randabergi Svarthola barlangban. Ezek közt van egy kőkori fiú csontváza. Jelentős leletek kerültek itt elő a bronzkorból és a vaskorból is. Sok ír stílusú keresztet találtak Rogalandban. A viking korban Rogaland neve Rygjafylke volt. Széphajú Harald király és a hafrsfjordi csata előtt a terület apró királyság volt. A rugiai nép valószínűleg élt Rogalandban is.

## Önkormányzat és közigazgatás
Rogalandot hagyományosan négy körzetre osztják. Ezek: a Bokna-fjordtól északra Haugalandet, a hegyes keleti részen Ryfylke, délnyugaton Jæren és délen Dalane.
Rogalandnak községei:
| 1. Bjerkreim 2. Bokn 3. Eigersund 4. Finnøy 5. Forsand 6. Gjesdal 7. Hå 8. Haugesund 9. Hjelmeland 10. Karmøy 11. Klepp 12. Kvitsøy 13. Lund | 1. Randaberg 2. Rennesøy 3. Sandnes 4. Sauda 5. Sokndal 6. Sola 7. Stavanger 8. Strand 9. Suldal 10. Time 11. Tysvær 12. Utsira 13. Vindafjord |